# تلمبه ده‌زیار
تلمبه ده‌زیار، یک آبادی از توابع بخش چترود، شهرستان کرمان در استان کرمان ایران است.
بعد از حفر اولین چاه آب تلمبه ای در حوض دق توسط سرکارآقا شیخی،برای کاشت درخت پسته،در منطقه چترود حفر چاه آب شروع شد و باعث تشکیل تلمبه های بسیار در این منطقه گردید.
تلمبه ده زیار در ۶ یا ۷ کیلومتری غرب روستای ده زیار قرار دارد و قبلا با آب موجود در سیل بندهای قدیمی سیراب می گردید بعد با آبی که از حسین آباد دهنه در ۸ کیلومتری شرق روستای ده زیار و آب قنات ده زیار  هم آبیاری می گردید،اوایل محصولات آن بیشتر گندم،جو،ارزن،هندوانه،خیار،چغندر بود و با کاشت درختان پسته و حفر چاه که با تلمبه خارج می گردید گسترش یافت.
اسم امروزه آن عباس آباد هست حدود ۱۰۰سالی قدمت دارد.

## جمعیت
این آبادی در دهستان کویرات قرار دارد و براساس سرشماری مرکز آمار ایران در سال ۱۳۹۵، جمعیت آن ۱۱۹ نفر (۳۰ خانوار) بوده‌است.